# Paddelteich
Der Paddelteich ist ein Stillgewässer in der Gemeinde Langen im Landkreis Offenbach in Hessen.

## Geographie
Der Teich befindet sich am Ostrand von Langen. Der Teich ist circa 190 m lang und maximal circa 35 m breit, seine Wasserfläche beträgt circa 0,4 ha. Gespeist wird der Teich vom Sterzbach. 